# レイジ (音楽のジャンル)
レイジ（Rage）、またはレイジラップ（rage rap）、レイジビーツ（rage beats））は、2010年代後半にアメリカ合衆国で生まれたトラップのマイクロジャンルである。レイジの特徴には、短いループ状のステレオワイドされたフューチャー・ベースに影響を受けたシンセサイザーのリードフックと、ベーシックでエネルギッシュなトラップのリズムが含まれる。レイジの先駆者としては、ラッパーのプレイボーイ・カーティ、リル・ウージー・ヴァート、トリッピー・レッド、XXXテンタシオンが挙げられる。後者については、トリッピー・レッドがこのジャンルへの影響を認めている。

## 語源
このサブジャンルの名前は、2021年にトリッピー・レッドとプレイボーイ・カーティによって制作された、ジャンルの先駆けとなるトラック「Miss the Rage」に由来する。この曲名は、COVID-19のロックダウン中にトリッピー・レッドが切望したラップコンサートでのモッシュピットに言及している。
タイトルの文脈において、「レイジ（rage）」は「モッシュピット」を意味する。ラップコンサートでの「レイジ」という概念や、ヒップホップ音楽における「レイジ」という用語の使用は、レイジサブジャンル自体よりも前から存在している。ヒップホップの文脈で「レイジ」という言葉を初めて使った人物はキッド・カディと言われており、彼の「Mr. Rager」というオルターエゴは、後に「レイジ」という用語を採用し、自身のエステティックの重要な部分としたトラヴィス・スコットに影響を与えた。2010年代を通じて、多くのアーティストや批評家はヒップホップの文脈で「レイジ」という言葉を使用し、主にオーバードライブされたエネルギッシュなサウンドや、ラップコンサートで起こるモッシュピットを指していた。例としては、リル・ウージー・ヴァートの『Luv Is Rage』や『Luv Is Rage 2』といったリリースがある。

## 歴史
レイジの直接的な前駆者としては、マイク・ウィル・メイド・イットによるビート、ヤング・サグの『1017 Thug』のためにDun DealとC4が制作したビート、そして2010年代中盤のメトロ・ブーミンとサウスサイドによるビートが挙げられる。メトロはフューチャーの2015年の楽曲「I Serve the Base」をプロデュースしており、これは初期のレイジトラックと評されている。『Mikiki』の寄稿者アボ・カドは、レイジビートは主にピエール・ボーン、マーリー・ロウ、F1lthyのプロダクションスタイルから進化したと示唆している。彼らは全員、トラップとシンセサイザーメロディーをビートに統合し、ビデオゲーム音楽から強い影響を受け、またラッパーのプレイボーイ・カーティやリル・ウージー・ヴァートと密接に協力していた。ピエール・ボーンのプロダクションスタイルとリル・ウージー・ヴァートの音楽は、ウィズ・カリファとプロデューサーのスレッドグレンの音楽に影響を受けており、彼らは時折ビデオゲームのサンプルを音楽に取り入れ、2000年代にポロウ・ダ・ドンなどによるヨーロッパのシンセサイザーベースの音楽とヒップホップ、コンテンポラリーR&Bを融合させようとする初期の試みに影響を受けていた。
プレイボーイ・カーティは、レイジの発案者または主要な普及者としてしばしば示唆されており、彼の2018年のアルバム『Die Lit』でジャンルの基礎を築いたとされている。このアルバムのほとんどはピエール・ボーンによってプロデュースされた。また、レイジの基盤は、2020年後半にリリースされ、主にF1lthyがプロデュースしたプレイボーイ・カーティのアルバム『ホール・ロッタ・レッド』によって築かれたともしばしば示唆されている。ファンからは当初賛否両論だったにもかかわらず、このアルバムは後にジャンルを大きく定義するものとなり、その後の多くの作品がアルバムのスタイルに強く影響されたり、直接模倣しようとしたりした。
このジャンルの人気とブレイクスルーは、2021年のトリッピー・レッドとプレイボーイ・カーティによるシングル「Miss the Rage」にも帰せられている。その特定の音楽スタイルを表す確立された用語がなかったため、「Miss the Rage」は当初トラップ・メタル、そしてトリッピー・レッド自身によってハイパーポップと表現されていた。『Whole Lotta Red』と共に、「Miss the Rage」はレイジサブジャンルの定義に影響を与え、シングルがリリースされた後、多くのプロデューサーやラッパーがこのスタイルを採用した。ラッパーのマリオ・ジュダは、「Miss the Rage」のインストゥルメンタルのメインループがロイヤリティフリーのメロディループに基づいていたため、自身の再プロデュースバージョンをリリースした。トリッピー・レッドは後に、「Miss the Rage」からサブジャンルの人気を確固たるものとし、主にレイジのアルバム『Trip at Knight』をリリースし、レイジラップへの魅了を表明した。人気のラッパードレイクは、彼のアルバムでニッチなサブジャンルやスタイルを紹介することが多いが、2021年初頭にEP『Scary Hours 2』でレイジの影響を受けたトラック「What's Next」をリリースした。「What's Next」のインストゥルメンタルは、ManeeshとSupah Marioによってプロデュースされ、『Whole Lotta Red』のトラックに繰り返し例えられている。「What's Next」はBillboard Hot 100チャートでトップポジションに到達した。
プレイボーイ・カーティのレコードレーベルオピウムは、このジャンルにおいて影響力のある力となっており、ケン・カーソン、デストロイ・ロンリー、Homixide Gangといったアーティストがレーベルに所属している。このレーベルは、ケン・カーソンの2021年のアルバム『Project X』やデストロイ・ロンリーの2022年のミックステープ『No Stylist』など、商業的に成功し、ファンから好意的な評価を受けているいくつかの著名なレイジリリースを世に送り出し、ジャンルをメインストリームへと押し上げ続けている。
ソーフェイゴもまた、レイジサウンドの初期の採用者である。彼の2020年後半のシングル「Off the Map」は、レイジラップに酷似しているか、あるいはれっきとしたレイジソングであると評されている。「Off the Map」をリリースした後、SoFaygoは『Trip At Knight』のトラック「MP5」でトリッピー・レッドと、そして「Solid」でLil Yachtyとコラボレーションした。
2021年後半には、TikTokのおかげで、アンダーグラウンドのラッパーイートが、彼の曲の複数（「Sorry About That」や「Mad About That」など）がプラットフォームで人気を博した後、鐘のサンプルの多用が特徴の、より混沌として暗いバージョンのレイジラップをリリースし始めた。TikTokで人気が出た後、イートの音楽はリル・ヨッティやドレイクなどの目に留まった。その後、イートは2021年と2022年に『Up 2 Më』と『2 Alivë』という2つのレイジアルバムをリリースし、彼の特徴的な暗いレイジサウンドを披露した。
レイジは一部の批評家から「定型的」と呼ばれ、「おそらく行き詰まりのサブジャンル」と見なされているものの、SSGKobe、ケン・カーソン、TyFontaine、Snot、Cochise、KayCyy、KA$HDAMIなど、多くのあまり知られていないラッパーが登場し、時には実験的な方法でレイジを音楽に取り入れている。KayCyyは、彼のレイジに影響を受けたシングル「Okay」を、トラップビートを完全に無視して、チップチューンに影響を受けたシンセループのみで披露した。実験的なラッパーであるMatt Oxも、「Live It Up」などのレイジトラックをリリースしたことで「レイジャー」と評されている。ラッパーKANKANの2021年後半のアルバム『RR』は、レイジサウンドに強く影響されていると評されている。ヤング・サグの弟子であるYung Kayoは、2022年のアルバム『Dftk』で、レイジとハイパーポップ、Pluggnb、その他の影響を混ぜ合わせたことで注目された。
レイジはヨーロッパにも進出している。プレイボーイ・カーティに影響を受けたイギリスのラッパーランシー・フーは、2021年後半にアルバム『Live.Evil』をリリースし、これにはレイジの要素がUKヒップホップと混ぜ合わされていた。フーの初期のミックステープ『First Degree』も、レイジの要素を含んでいると評された。

## 特徴
レイジは、未来的、エレクトリック、シンセサイザー主導と特徴付けられている。『HipHopDX』のヴィヴィアン・メディシは、レイジをプラグ音楽の遺産に根ざし、より電子音楽の影響を受けたサウンドと評した。『Stereogum』のトム・ブライハンは、レイジビートをグリッチがあり、「安価で機能的なタイプのビート——過去数年間にYouTubeで急増した「タイプビート」からほとんど完全に生まれたように見えるビート——だが、その安っぽさは方向感覚を失わせ、時にはサイケデリックでさえある」と評した。レイジは主に、ステレオワイドされたEDMに影響を受けたリードシンセサイザーパッチの使用によって特徴付けられ、1980年代と1990年代のゲームミュージックやトランスミュージックを彷彿とさせ、短く、しばしば感情的なメロディを曲全体で繰り返す短いループで演奏するために使用され、これらのメロディーに伴うベーシックで「鈍い」トラップのリズムと、跳ねるような、しばしばオーバードライブされた、重く弾力性のある808のベース音で構成されている。これらのシンセフックはレイジにおいて非常に重要な役割を果たしており、サウンド全体が「トラップとEDMのハイブリッドジャンル」と評されている。シンセリードは、ザ・チェインスモーカーズ、スクリレックス、ディプロ、ゼッド、ラスティなどの多くのEDMやエレクトロニックミュージシャンに影響を受けていると言われている。また、レイジにおけるEDMシンセフックは、しばしばパッケージ済みのEDMメロディパックから来ていることにも気づかれている。例えば、「Miss the Rage」のギター主導の「ハイオクタン」なEDMループは、Cymaticsによる『Cymatics Odyssey EDM Sample Pack』というロイヤリティフリーのEDMサンプルパックから来ていた。イートはまた、かつてのトラップやドリル・ミュージックで人気だった、鳴り響く鐘の音を、レイジビートで使うことを流行らせた。
ボーカルの表現に関して言えば、レイジスタイルの多くのラッパーはしばしばプレイボーイ・カーティのボーカルスタイルを模倣するが、サブジャンルは主にビート制作スタイルに集中している。